# En Avant de Guingamp 2019-2020 (femminile)
Questa voce raccoglie le informazioni riguardanti la squadra femminile dell'En Avant de Guingamp 2019-2020 nelle competizioni ufficiali della stagione 2019-2020.

## Divise e sponsor
La grafica riproponeva l'abbinamento cromatico basato sui colori sociali del club, rosso e nero, adottato dal Guingamp maschile. Main sponsor era Celtigel, lo sponsor tecnico, fornitore delle tenute da gioco, era Umbro.
| Casa | Trasferta |

## Organigramma societario
Area tecnica
- Allenatore: Frédéric Biancalani
- Vice allenatore:
- Preparatore dei portieri:
- Preparatore atletico:
- Medico sociale:
- Fisioterapista:
- Coordinatore:

## Rosa
Rosa, ruoli e numeri di maglia come da sito ufficiale e footofeminin.fr, aggiornati al 18 dicembre 2019.
| N. |                      | Ruolo | Calciatrice           |
| -- | -------------------- | ----- | --------------------- |
| 2  | Francia (bandiera)   | D     | Léa Sotier            |
| 3  | Francia (bandiera)   | D     | Fanny Hoarau          |
| 4  | Danimarca (bandiera) | D     | Luna Gevitz           |
| 6  | Francia (bandiera)   | C     | Ella Palis            |
| 7  | Francia (bandiera)   | A     | Dialamba Diaby        |
| 8  | Camerun (bandiera)   | C     | Jeannette Grace Yango |
| 9  | Nigeria (bandiera)   | A     | Desire Oparanozie     |
| 10 | Francia (bandiera)   | A     | Adélie Fourré         |
| 11 | Francia (bandiera)   | A     | Louise Fleury         |
| 13 | Francia (bandiera)   | D     | Héloïse Mansuy        |
| 14 | Mali (bandiera)      | A     | Aïssata Traoré        |
| 15 | Francia (bandiera)   | C     | Margaux Le Mouël      |

| N. |                        | Ruolo | Calciatrice              |
| -- | ---------------------- | ----- | ------------------------ |
| 16 | Francia (bandiera)     | P     | Solène Durand (capitano) |
| 17 | Madagascar (bandiera)  | C     | Juliette Merle           |
| 19 | Francia (bandiera)     | D     | Emmy Jézéquel            |
| 20 | Francia (bandiera)     | A     | Alison Peniguel          |
| 22 | Stati Uniti (bandiera) | D     | Carlin Hudson            |
| 23 | Russia (bandiera)      | C     | Ekaterina Tyryškina      |
| 25 | Francia (bandiera)     | C     | Faustine Robert          |
| 28 | Francia (bandiera)     | C     | Sana Daoudi              |
| 30 | Francia (bandiera)     | P     | Agathe Fauvel            |
| 40 | Francia (bandiera)     | P     | Manon Toti               |
|    | Francia (bandiera)     | C     | Anaëlle Lecocq           |
|    | Francia (bandiera)     | C     | Maëlle Troussard         |

## Calciomercato

### Sessione estiva
| Acquisti | Acquisti        | Acquisti         | Acquisti   |
| R.       | Nome            | da               | Modalità   |
| -------- | --------------- | ---------------- | ---------- |
| D        | Luna Gevitz     | Fortuna Hjørring | definitivo |
| D        | Héloïse Mansuy  | Lilla            | definitivo |
| C        | Jeannette Yango | Saint-Malo       | definitivo |

| Cessioni | Cessioni            | Cessioni        | Cessioni      |
| R.       | Nome                | a               | Modalità      |
| -------- | ------------------- | --------------- | ------------- |
| D        | Julie Debever       | Inter           | definitivo    |
| D        | Charlotte Lorgeré   | Metz            | definitivo    |
| D        | Claudine Meffometou | Fleury          | definitivo    |
| C        | Léa Le Garrec       | Brighton & Hove | definitivo    |
| A        | Emelyne Laurent     | Olympique Lione | fine prestito |

### Sessione invernale
| Acquisti | Acquisti    | Acquisti         | Acquisti   |
| R.       | Nome        | da               | Modalità   |
| -------- | ----------- | ---------------- | ---------- |
| D        | Haley Lukas | Spartak Subotica | definitivo |

| Cessioni | Cessioni | Cessioni | Cessioni |
| R.       | Nome     | a        | Modalità |
| -------- | -------- | -------- | -------- |
|          |          |          |          |

## Risultati

### Division 1

#### Girone di andata
| Arbitro: | Di Benedetto |

|                         |           |  |
| Robert 30’ Fleury 90+4’ | Marcatori |  |

| Arbitro: | Bartnik |

|                |           |           |
| Zahot 27’, 50’ | Marcatori | 42’ Palis |

| Arbitro: | Vanderstichel |

|                  |           |                                    |
| Rougé 29’ (aut.) | Marcatori | 7’ Tandia 70’ Bourgouin 79’ Dumont |

| Arbitro: | Di Benedetto |

|            |           |                                                                    |
| Fleury 73’ | Marcatori | 14’ Le Sommer 19’ (rig.), 72’ Marozsán 34’ Cascarino 90’ Hegerberg |

| Arbitro: | Soriano |

|          |           |                         |
| Shaw 17’ | Marcatori | 62’ Peniguel 65’ Fleury |

| Arbitro: | Bartnik |

|  |           |            |
|  | Marcatori | 85’ Robert |

| Arbitro: | Elbour |

|  |           |           |
|  | Marcatori | 5’ Corboz |

| Arbitro: | Bartnik |

|             |           |                  |
| Däbritz 51’ | Marcatori | 72’ (aut.) Dudek |

| Arbitro: | Vanderstichel |

|                             |           |  |
| Fleury 73’ Oparanozie 90+2’ | Marcatori |  |

| Arbitro: | Souifi |

|                   |           |                |
| Gauvin 31’ (rig.) | Marcatori | 54’ Oparanozie |

| Arbitro: | Bartnik |

|               |           |                   |
| Oparanozie 9’ | Marcatori | 16’ (aut.) Gevitz |

#### Girone di ritorno
| Arbitro: | Elbour |

|            |           |              |
| Gevitz 14’ | Marcatori | 89’ Spinelli |

| Arbitro: | Maubacq |

|  |           |                           |
|  | Marcatori | 18’ Traoré 72’ Oparanozie |

| Arbitro: | Di Benedetto |

|                                        |           |                    |
| Hudson 15’ Oparanozie 22’ Fleury 90+2’ | Marcatori | 21’ (rig.) Pizzala |

| Longeville-Les-Metz 18 gennaio 2020, ore 14:30 CET 15ª giornata | Metz   | 0 – 0 referto | Guingamp | Stadio Dezavelle (169 spett.)\| Arbitro: \| Collin \| |
| Arbitro:                                                        | Collin |               |          |                                                       |

| Arbitro: | Beyer |

|                       |           |                                                        |
| Oparanozie 81’ (rig.) | Marcatori | 20’ (rig.) Diani 21’ Lawrence 83’ Geyoro 90’ Baltimore |

| 15 marzo 2020, ore 14:45 CET 17ª giornata | Paris FC | – Annullata | Guingamp |  |

| 28 marzo 2020, ore --:-- CET 18ª giornata | Soyaux | – Annullata | Guingamp |  |

| 4 aprile 2020, ore --:-- CEST 19ª giornata | Guingamp | – Annullata | Montpellier |  |

| 18 aprile 2020, ore --:-- CEST 20ª giornata | Digione | – Annullata | Guingamp |  |

| Décines-Charpieu 16 maggio 2020, ore CEST 21ª giornata | Olympique Lione | – Annullata | Guingamp | Groupama Stadium |

| 30 maggio 2020, ore CEST 22ª giornata | Guingamp | – Annullata | Bordeaux |  |

### Coppa di Francia
| Arbitro: | Bartnik |

|            |           |                       |
| Haupais 6’ | Marcatori | 50’ Fleury 59’ Traoré |

| Arbitro: | Soriano |

|  |           |            |
|  | Marcatori | 75’ Traoré |

| Arbitro: | Elbour |

|                        |           |             |
| Palis 28’ Robert 90+2’ | Marcatori | 79’ Ouchene |

| Arbitro: | Elbour |

|  |           |            |
|  | Marcatori | 64’ Parris |

## Statistiche

### Statistiche di squadra
| Competizione     | Punti | In casa | In casa | In casa | In casa | In casa | In casa | In trasferta | In trasferta | In trasferta | In trasferta | In trasferta | In trasferta | Totale | Totale | Totale | Totale | Totale | Totale | DR |
| Competizione     | Punti | G       | V       | N       | P       | Gf      | Gs      | G            | V            | N            | P            | Gf           | Gs           | G      | V      | N      | P      | Gf     | Gs     | DR |
| ---------------- | ----- | ------- | ------- | ------- | ------- | ------- | ------- | ------------ | ------------ | ------------ | ------------ | ------------ | ------------ | ------ | ------ | ------ | ------ | ------ | ------ | -- |
| Division 1       | 23    | .       | .       | .       | .       | .       | .       | .            | .            | .            | .            | .            | .            | 16     | 6      | 5      | 5      | 20     | 21     | -1 |
| Coppa di Francia | -     | .       | .       | .       | .       | .       | .       | .            | .            | .            | .            | .            | .            | .      | .      | .      | .      | .      | .      | .  |
| Totale           | -     | .       | .       | .       | .       | .       | .       | .            | .            | .            | .            | .            | .            | .      | .      | .      | .      | .      | .      | .  |

### Andamento in campionato
| Giornata  | 1 | 2 | 3 | 4 | 5 | 6 | 7 | 8 | 9 | 10 | 11 | 12 | 13 | 14 | 15 | 16 | 17 | 18 | 19 | 20 | 21 | 22 |
| --------- | - | - | - | - | - | - | - | - | - | -- | -- | -- | -- | -- | -- | -- | -- | -- | -- | -- | -- | -- |
| Luogo     |   |   |   |   | T |   | C | T | C |    |    |    | T  |    |    | C  | -  | -  | -  | -  | -  | -  |
| Risultato |   |   |   |   | V |   | P | P | V |    |    |    | V  |    |    | P  | -  | -  | -  | -  | -  | -  |
| Posizione |   |   |   |   |   |   | 5 | 7 |   |    |    |    |    |    |    | 6  | -  | -  | -  | -  | -  | -  |

Legenda:

Luogo: C = Casa; T = Trasferta. Risultato: V = Vittoria; N = Pareggio; P = Sconfitta.

### Statistiche delle giocatrici
| Giocatore | Division 1 | Division 1 | Division 1  | Division 1 | Coppa di Francia | Coppa di Francia | Coppa di Francia | Coppa di Francia | Totale   | Totale | Totale      | Totale     |
| Giocatore | Presenze   | Reti       | Ammonizioni | Espulsioni | Presenze         | Reti             | Ammonizioni      | Espulsioni       | Presenze | Reti   | Ammonizioni | Espulsioni |
| --------- | ---------- | ---------- | ----------- | ---------- | ---------------- | ---------------- | ---------------- | ---------------- | -------- | ------ | ----------- | ---------- |
| E. Palis  | 13         | 1          | 1           | 0          | 3                | 1                | 0                | 0                | 16       | 2      | 1           | 0          |